# Kryptos koehleri
Kryptos koehleri is een slakkensoort uit de familie van de Buccinidae. De wetenschappelijke naam van de soort is voor het eerst geldig gepubliceerd in 1896 door Locard.